# Edésio de Antioquia
Edésio (em latim: Aedesius) foi um sofista e retor romano do século IV. Era o retor oficial de Antioquia e morreu na velhice. Talvez idêntico ao sofista de nome desconhecido, que era nativo de Ascalão, e que foi lembrado por sua dura disciplina.